# نافرمانی/مقاومت
«نافرمانی/مقاومت» (به انگلیسی: Refuse/Resist) چهارمین تک‌آهنگ سپولترا و یکی از قطعات آلبوم آشوب پس از میلاد است که در سال ۱۹۹۳ منتشر شد. این قطعه، یکی از معروف‌ترین آثار سپولترا و بخش جدایی‌ناپذیر کنسرت‌های آن‌ها است. «نافرمانی/مقاومت» در فهرست ۴۰ ترانهٔ برتر متال به انتخاب وی‌اچ‌وان، جایگاه بیست و ششم را به‌خود اختصاص داده‌است.
موزیک ویدئوی «نافرمانی/مقاومت» با ترکیبی از تصاویر اجرای زندهٔ گروه و شورش‌ها و ناآرامی‌های خیابانی ساخته شده‌است. ترانه با صدای تپش قلب زیون کاوالرا (پسر مکس کاوالرا) آغاز می‌شود که در زمان ضبط این قطعه هنوز متولد نشده بود. محتوای این ترانه که حدود یک‌سال بعد از کشتار کاراندیرو منتشر شد در مورد اعتراضات خیابانی و سرکوب شهروندان توسط پلیس است. تصویر روی جلد، یک معترض کُره‌ای را نشان می‌دهد که با کوکتل مولوتف به نیروهای پلیس ضد شورش سئول حمله می‌کند.

## دست‌اندرکاران
- مکس کاوالرا – خواننده، ریتم گیتار
- آندریاس کیسر – لید گیتار
- پائولو جونیور – گیتار بیس
- ایگور کاوالرا – درامز
- سپولترا - تهیه‌کننده
- اندی والاس - میکس، ضبط، مهندسی صدا و تهیه‌کننده
- سایمون داوسون - دستیار مهندسی صدا